# Mojca Koligar
Mojca Koligar, née le 30 mars 1982 à Novo mesto, est une coureuse de fond slovène spécialisée en course en montagne et en kilomètre vertical. Elle est championne des Balkans de course en montagne 2019.

## Biographie
Née à Novo mesto, Mojca Koligar grandit dans un village près de Šentjernej. Elle déménage par la suite à Kranj pour ses études à la faculté des sciences des organisations. Pratiquant de nombreux sports comme loisirs, notamment dans les montagnes autour de Kranj, ce n'est qu'en 2017 qu'elle s'essaie à la compétition en trail et en course en montagne. Elle se distingue rapidement dans cette dernière discipline et décroche son ticket pour les championnats d'Europe de course en montagne à Kamnik où elle se classe 46e, ainsi que pour les championnats du monde de course en montagne à Premana où elle termine à la dix-neuvième place,.
Le 15 juillet 2018, elle s'impose avec facilité lors des championnats de Slovénie de course en montagne sur l'épreuve de montée à Golte et remporte son premier titre national.
Le 18 mai 2019, elle prend part aux championnats des Balkans de course en montagne à Câmpulung Moldovenesc. Elle domine l'épreuve et s'impose avec près de cinq minutes d'avance sur sa plus proche rivale, la Turque Eylem Gür. Elle remporte de plus la médaille d'argent au classement par équipes.
Le 10 octobre 2020, elle s'élance comme favorite à la course de Šmarna Gora. Sans réelle concurrence internationale, elle s'impose aiséement devant sa jeune compatriote Nuša Mali. L'épreuve comptant également comme championnats nationaux, Mojca Koligar remporte le titre.
Elle connaît une bonne saison 2021 marquée de plusieurs podiums sur des kilomètres verticaux en Italie. Elle termine entre autres deuxième au DoloMyths Run Vertical Kilometer ainsi qu'au Vertical Grèste de la Mughéra, à chaque fois battue par Andrea Mayr. Elle termine la saison à la troisième place du classement vertical de la Coupe du monde de course en montagne.
Elle participe au VK Open Championship en 2022. Le 2 juin, elle domine le Vertical Orobie et s'impose avec près de deux minutes d'avance sur l'Italienne Alba De Silvestro. Elle termine ensuite deuxième du Schlegeis 3000 Vertical et se retrouve à égalité de points avec la Belge Charlotte Cotton. Lors de finale sur le Vertical Grèste de la Mughéra, elle effectue une solide course et décroche la deuxième place à une minute derrière l'Italienne Camilla Magliano. Elle devance Charlotte Cotton, quatrième à l'arrivée, et remporte le classement du VK Open Championship,.

## Palmarès
| no  | féminin            | Course                                                   | Longueur | Départ            | Temps           |
| --- | ------------------ | -------------------------------------------------------- | -------- | ----------------- | --------------- |
| 6e  | Médaille d'or      | Championnats de Slovénie de course en montagne - montée  | 6,1 km   | 15 juillet 2018   | 43 min 12 s     |
| 16e | Médaille d'or      | Course de montagne du Grintovec                          | 9,6 km   | 30 juillet 2018   | 1 h 39 min 58 s |
| 1re | Médaille d'or      | Championnats des Balkans de course en montagne           | 12 km    | 18 mai 2019       | 1 h 20 min 43 s |
| 10e | Médaille d'or      | Championnats de Slovénie de course en montagne - montée  | 10,8 km  | 2 juin 2019       | 1 h 11 min 54 s |
| 24e | Médaille d'or      | Course de montagne du Grintovec                          | 5,9 km   | 28 juillet 2019   | 55 min 26 s     |
| 30e | Médaille de bronze | PizTri Vertical                                          | 3,5 km   | 1er août 2020     | 42 min 54 s     |
| 21e | Médaille d'argent  | Vertical Nasego                                          | 3,7 km   | 3 octobre 2020    | 44 min 14 s     |
| 14e | Médaille d'or      | Course de Šmarna Gora                                    | 10 km    | 10 octobre 2020   | 52 min 22 s     |
| 33e | Médaille d'argent  | DoloMyths Run Vertical Kilometer                         | 2,4 km   | 16 juillet 2021   | 40 min 57 s     |
| 39e | Médaille de bronze | PizTri Vertical                                          | 3,5 km   | 31 juillet 2021   | 41 min 31 s     |
| 28e | Médaille d'argent  | Vertical Grèste de la Mughéra                            | 3,7 km   | 29 octobre 2021   | 47 min 37 s     |
| 18e | Médaille d'or      | Orobie Vertical                                          | 45,9 km  | 2 juin 2022       | 49 min 1 s      |
| 15e | Médaille d'or      | Championnats de Slovénie de course en montagne - montée  | 10,8 km  | 5 juin 2022       | 1 h 13 min 47 s |
| 21e | Médaille de bronze | DoloMyths Run Vertical Kilometer                         | 2,4 km   | 15 juillet 2022   | 43 min 29 s     |
| 14e | Médaille d'argent  | Schlegeis 3000 Vertical                                  | 4,9 km   | 22 juillet 2022   | 57 min 27 s     |
| 48e | 10e                | Championnats du monde de skyrunning - Kilomètre vertical | 3,75 km  | 9 septembre 2022  | 47 min 47 s     |
| 24e | Médaille d'argent  | Vertical Grèste de la Mughéra                            | 3,7 km   | 15 octobre 2022   | 48 min 29 s     |
| 12e | Médaille d'or      | KM Vertical Câmara de Lobos                              | 4,3 km   | 4 mars 2023       | 48 min 21 s     |
| 34e | 10e                | Championnats d'Europe de skyrunning - Kilomètre vertical | 3,9 km   | 14 juillet 2023   | 47 min 53 s     |
| 11e | Médaille d'or      | Nassfeld Mountain Vertical                               | 5,0 km   | 15 septembre 2023 | 51 min 14 s     |